# لويس برييتو
لويس بريتو زالبيديغويتيا (بالإسبانية: Luis Prieto) (مواليد 19 فبراير 1979 في بلباو - إسبانيا) لاعب كرة قدم إسباني يلعب حاليا لصالح نادي الدرجة الأولى ريال بلد الوليد الإسباني منذ 2008 في مركز قلب الدفاع .

## روابط خارجية
- لويس برييتو على موقع قاعدة بيانات كرة القدم.إي يو (الإنجليزية)
- لويس برييتو على موقع Soccerway.com (الإنجليزية)
- لويس برييتو على موقع عالم كرة القدم.نت (الإنجليزية)